# Kim Yong-Ki
Kim Yong-Ki es un deportista surcoreano que compitió en taekwondo.
Ganó tres medallas de oro en el Campeonato Mundial de Taekwondo entre los años 1977 y 1982, y tres medallas de oro en el Campeonato Asiático de Taekwondo entre los años 1976 y 1982.

## Palmarés internacional
| Campeonato Mundial  | Campeonato Mundial       | Campeonato Mundial | Campeonato Mundial |
| Año                 | Lugar                    | Medalla            | Categoría          |
| ------------------- | ------------------------ | ------------------ | ------------------ |
| 1977                | Chicago (Estados Unidos) | Medalla de oro     | –58 kg             |
| 1979                | Stuttgart (RFA)          | Medalla de oro     | –56 kg             |
| 1982                | Guayaquil (Ecuador)      | Medalla de oro     | –56 kg             |
| Campeonato Asiático |                          |                    |                    |
| Año                 | Lugar                    | Medalla            | Categoría          |
| 1976                | Melbourne (Australia)    | Medalla de oro     | –53 kg             |
| 1978                | Hong Kong (Reino Unido)  | Medalla de oro     | –58 kg             |
| 1982                | Singapur (Singapur)      | Medalla de oro     | –56 kg             |